# 赵源熙
赵源熙（1983年4月17日—），也被译作赵元熙，出生于韩国首尔，是一位韩国足球运动员。

## 俱乐部生涯
赵源熙在2002年加盟K联赛球队蔚山现代，开始自己的职业足球生涯。2003年，他转投K联赛新组建的军队球队光州尚武，以完成自己的义务兵役并得到更多的一线队出场机会。赵源熙在光州尚武表现出色，并在两年兵役完成后加盟韩国的豪门球队水原三星。起初赵源熙的位置是右后卫，但在2007年由于金南一的受伤，他开始改打后腰位置，并在2008年有出色的表现，成为球队的主力后腰，帮助球队获得2008赛季K联赛的冠军。
2008赛季结束后，赵源熙成为自由球员，并受到沙尔克04、摩纳哥等欧洲球队的注意。2009年1月，他首先到摩纳哥试训，但由于摩纳哥已经没有空余的非欧盟球员名额，随后他又前往威根。他在维甘竞技试训期间的表现让人印象深刻 ，并在3月6日加盟。他在随后国家队比赛中受伤，差点错过维甘竞技2008/09赛季的所有剩余比赛。但最后他及时复出并在对阵斯托克城完成自己在英超联赛的处子秀。雖然赵源熙的態度獲得威根竞技領隊的讚賞，但仍不足以取得一隊的常規正選，為確保能夠進軍南非世界盃，他獲外借返回舊球會水原三星一年。借用期滿後赵源熙返回韋根，但由於在過去一年他代表韓國參賽次數不足，工作證的申請不獲批准，韋根只好與他提前解除合約。
2011年2月13日，中超升班马广州恒大宣布赵源熙自由转会加盟球队，赵源熙也成为继朴志镐之后第二个效力广州队的韩国球员。赵源熙很快在广州恒大站稳脚跟，在2011赛季成为队中唯一一名在所有正式比赛都有出场的球员，并帮助广州恒大获得2011年中超联赛冠军。2012年5月30日，他在2012年亚足联冠军联赛广州恒大和FC东京的比赛最后时刻而肋骨骨折离场。虽然赵源熙伤停一个半月后即回归球场，但由于同胞金英权转会加盟，并占据球队的亚洲外援名额，赵源熙被排除出主力阵容之外。他随队获得2012年中超联赛和足协杯双冠王的称号。
2012年11月28日，中超升班马武汉卓尔宣布赵源熙自由转会加盟，合約期为两年。
2019年3月31日，水原三星替他在韩国K联赛与仁川联的比赛上舉行了退役儀式，並開始在韓國JTBC電視台擔任K聯賽球評
2020年7月22日，赵源熙回归并加盟水原FC担任后卫，号码是2号。

## 国家队生涯
赵源熙在2005年10月12日对阵伊朗的比赛中打进自己的首个国际比赛进球。他也跟随韩国队参加2006年世界杯足球赛，但没有在比赛中出场。

## 荣誉
- 水原三星
  - K联赛冠军：2008
  - 韩国足总杯冠军：2010
- 广州恒大
  - 中国足球超级联赛冠军：2011，2012
  - 中国足协杯冠军：2012
  - 中国足协超级杯冠军：2012

## 外部連結
- 足球数据库：赵源熙的球员统计数据
- 赵源熙 – FIFA國際賽競賽紀錄 (存檔)
- Wigan Athletic  Team  1st Team  Won-Hee Cho（页面存档备份，存于）
- K-League Player Record 
- National Team Player Record[永久] 
- Club & Country Statistics （页面存档备份，存于）

| 體育角色    | 體育角色                          | 體育角色  |
| ----------- | --------------------------------- | --------- |
| 前任： 梅方 | 武汉卓尔职业足球俱乐部队长 2013年 | 繼任： 吴 |